# George Karel Gerardus van Aaken
George Karel Gerardus van Aaken (* 26. November 1851 in ’s-Gravenhage, Königreich der Niederlande; † 24. Januar 1920 in Amsterdam) war ein niederländischer Violinist, Dirigent, Kapellmeister, Musikpädagoge und Komponist.

## Leben
George Karel Gerardus van Aakens Eltern waren Gerardus van Aaken und Catharina Lucretia Mulder. Von seinem Cousin George Mulder erhielt er im Alter von acht Jahren ersten Violinunterricht. Zwei Jahre später wurde er in die Koninklijke Muziekschool in ’s-Gravenhage eingeschrieben. Hier studierte er neben Violine, Klavier, Flöte, Musiktheorie und Kontrapunkt. Willem Frederik Gérard Nicolai, der Direktor des Instituts war einer seiner Lehrer. 1868 wurde er mit einem Solistendiplom graduiert. Er wurde Mitglied des Französischen Opernorchesters in Den Haag. Mit 22 Jahren ging er nach Rotterdam. Hier war er von 1874 bis 1883 Dirigent an der Schouwburg und an der Duitse Opera. Am 18. Oktober 1876 heiratete er in ’s-Gravenhage Johanna Theresia Vervloet. Am 20. März 1881 wurde ihre Tochter Maria Catharina Johanna van Aken in Rotterdam geboren. Ab 1883 war er Kapellmeister beim 5. Infanterieregiment in der Garnison ’s-Hertogenbosch. Am 5. Januar 1883 wurde in Rotterdam die Tochter Johanna Theresia Georgine van Aaken geboren. Eine weitere Tochter, Georgine Karoline Gerardine van Aaken, wurde am 19. Juli 1886 in Nijmegen geboren. Nach ein paar Jahren wurde er mit seinem Regiment nach Amersfoort versetzt. Unter seiner Leitung entwickelte sich das Orchester zu einem der führenden Blasorchester des Landes mit Auftritten in den großen niederländischen Städten. 1906 wurde er ehrenvoll aus seinem Dienst beim 5. Infanterieregiment entlassen. Bis 1913 war er Direktor der Orkestvereeniging Zutphen. Von 1892 bis 1920 war Violinlehrer an der Musikschule in Amersfoort. Bis 1920 war er Direktor der dortigen Orkestvereeniging. Er war regelmäßiges Mitglied der Examenskommission der Nederlandsche Tonkunstenaarsvereeniging. Nach seinem Tod wurde er auf dem Friedhof Oud Eik en Duinen  in Den Haag bestattet.

## Werke (Auswahl)
Van Aaken schrieb eine Vielzahl von Märschen und Arrangements für Blasorchester. Diverse Werke besitzt die Bibliothek des Nederlands Muziek Institut in Den Haag in der Collectie militaire muziek.
- Welkom, Nijgh & Van Ditmar, Rotterdam, 1880 OCLC 854939482 Das Werk wurde im August 1880 von W.J. van Zuylen in der Grooten Schouwburg in Rotterdam aufgeführt. Anlass war ein Treffen des Bond der Rustende Schutterij.
- Klein maar dapper, Marche-militaire, für Harmonie- oder Fanfarenorchester, Konefa, Tilburg OCLC 71490081
- Jubilé Feestmarsch, für Harmonieorchester OCLC 652596084
- Grande fantaisie sur des motifs de l'opera "Faust" von Charles Gounod, Arrangement für Harmonieorchester, Nijmegen, 1888
- Ouverture de Phèdre von Jules Massenet, Arrangement für Harmonieorchester von George Karel Gerardus van Aaken, 1888 OCLC 706406031
- Grande fantaisie de l'opera "La muette de Portici" von  Daniel-François-Esprit Auber für Harmonieorchester 1889
- Sérénade für Harmonieorchester, 1906 OCLC 727027428
- Alle negen [Alle Neune]: Festmarsch, den Niederländischen Keglern gewidmet, Text: J.R. van der Lans, Mosmans, ’s-Hertogenbosch OCLC 66206021
- Le Postillon Amoureux, Polka pour piston, Kessels, Tilbourgh

## Gedenken
Der niederländische Komponist Bartholomeus Adrianus Verhallen widmete 1906 George Karel Gerardus van Aaken seine Berceuse Nr. 2 op. 43 Nr. 4 für Violine und Klavier.